# David di Donatello per il miglior compositore

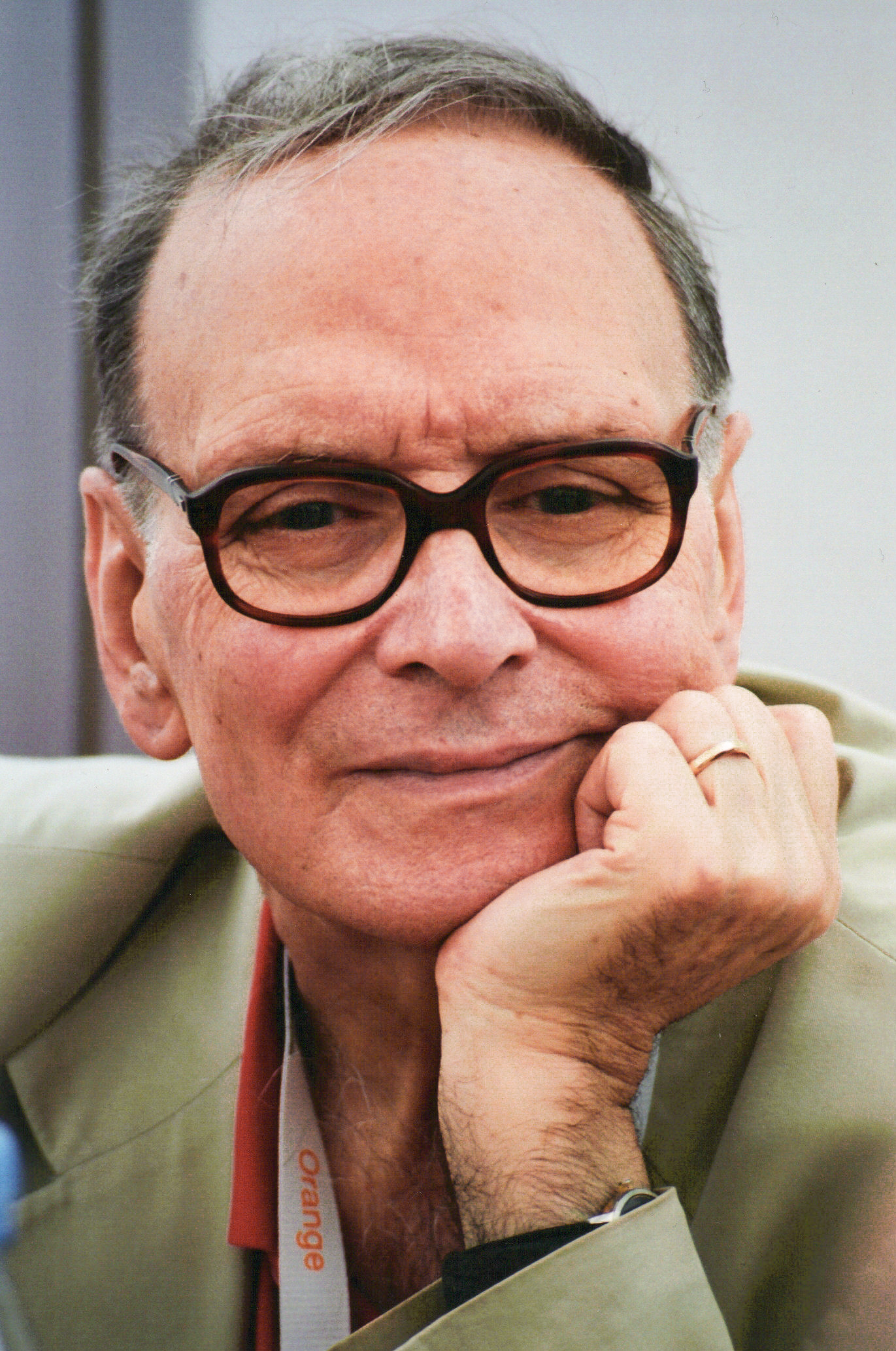
Ennio Morricone con nove premi detiene il record di vittorie.

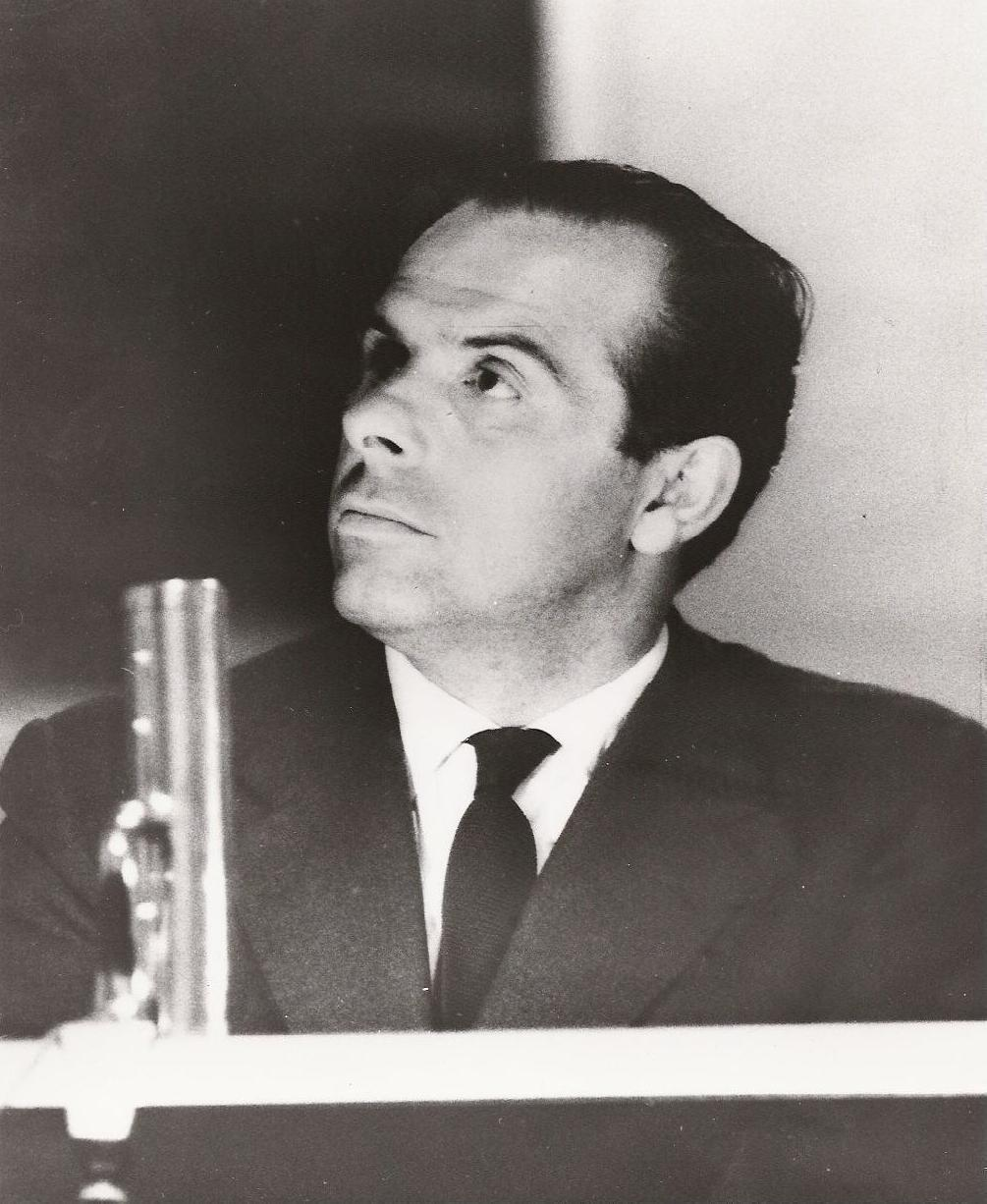
Piero Piccioni è stato il primo vincitore del premio.

Il premio David di Donatello per il miglior compositore, conosciuto fino all'edizione 2020 come David di Donatello per il miglior musicista, è un premio cinematografico assegnato annualmente nell'ambito dei David di Donatello, a partire dall'edizione del 1975, con l'eccezione delle edizioni del 1979 e 1980.
Il premio è stato vinto il maggior numero di volte (nove) da Ennio Morricone.

## Vincitori e candidati
I vincitori sono indicati in grassetto.

### Anni 1970
- 1975: Piero Piccioni - Travolti da un insolito destino nell'azzurro mare d'agosto
- 1976: Franco Mannino - L'innocente
- 1977: Nino Rota - Il Casanova di Federico Fellini
- 1978: Armando Trovajoli - Mogliamante
- 1979: non assegnato

### Anni 1980
- 1980: non assegnato
- 1981
  - Fiorenzo Carpi - Voltati Eugenio
  - Ennio Morricone - Bianco, rosso e Verdone
  - Piero Piccioni - Tre fratelli
  - Riz Ortolani - Aiutami a sognare
- 1982
  - Lucio Dalla e Fabio Liberatori - Borotalco
  - Fiorenzo Carpi - Cercasi Gesù
  - Carlo Rustichelli - Bosco d'amore
- 1983
  - Angelo Branduardi - State buoni se potete
  - Nicola Piovani - La notte di San Lorenzo
  - Armando Trovajoli - Il mondo nuovo
- 1984
  - Armando Trovajoli e Vladimir Cosma - Ballando ballando
  - Gianfranco Plenizio - E la nave va
  - Francesco De Gregori - Flirt
- 1985
  - Carlo Savina - Pizza Connection
  - Nicola Piovani - Kaos
  - Riz Ortolani - Noi tre
- 1986
  - Riz Ortolani - Festa di laurea (ex aequo)
  - Nicola Piovani - Ginger e Fred (ex aequo)
  - Armando Trovajoli - Maccheroni
- 1987
  - Armando Trovajoli - La famiglia
  - Riz Ortolani - Regalo di Natale
  - Giovanna Salviucci Marini - Storia d'amore
- 1988
  - Ennio Morricone - Gli occhiali d'oro
  - Nicola Piovani - Domani accadrà
  - Francis Lai - Oci ciornie
- 1989
  - Ennio Morricone - Nuovo cinema Paradiso
  - Vangelis - Francesco
  - Armando Trovajoli - Splendor

### Anni 1990
- 1990
  - Claudio Mattone - Scugnizzi
  - Mario Nascimbene - Blue Dolphin - L'avventura continua
  - Riz Ortolani - Storia di ragazzi e di ragazze
  - Nicola Piovani - La voce della luna
  - Armando Trovajoli - Che ora è
- 1991
  - Ennio Morricone - Stanno tutti bene
  - Armando Trovajoli - Il viaggio di Capitan Fracassa
  - Giancarlo Bigazzi e Marco Falagiani - Mediterraneo
  - Antonello Venditti - Ultrà
  - Riz Ortolani - Nel giardino delle rose
- 1992
  - Franco Piersanti - Il ladro di bambini
  - Francesco De Gregori - Il muro di gomma
  - Pino Daniele - Pensavo fosse amore... invece era un calesse
- 1993
  - Ennio Morricone - Jona che visse nella balena
  - Ennio Morricone - La scorta
  - Riz Ortolani - Magnificat
- 1994
  - Nicola Piovani - Caro diario
  - Federico De Robertis - Sud
  - Nicola Piovani - Per amore, solo per amore
- 1995
  - Franco Piersanti - Lamerica
  - Luis Bacalov - Il postino
  - Pino Donaggio - Un eroe borghese
- 1996
  - Manuel De Sica - Celluloide
  - Ennio Morricone - L'uomo delle stelle
  - Armando Trovaioli - Romanzo di un giovane povero
- 1997
  - Paolo Conte - La freccia azzurra
  - Luis Bacalov - La tregua
  - Carlo Crivelli - Il principe di Homburg
  - Federico De Robertis e Mauro Pagani - Nirvana
  - Nicola Piovani - La mia generazione
- 1998
  - Nino D'Angelo - Tano da morire
  - Franco Piersanti - La parola amore esiste
  - Nicola Piovani - La vita è bella
- 1999
  - Ennio Morricone - La leggenda del pianista sull'oceano
  - Ludovico Einaudi - Fuori dal mondo
  - Luciano Ligabue - Radiofreccia

### Anni 2000
- 2000
  - Ennio Morricone - Canone inverso - Making Love
  - Paolo Buonvino - Come te nessuno mai
  - Pivio e Aldo De Scalzi - Ormai è fatta!
- 2001
  - Nicola Piovani - La stanza del figlio
  - Ennio Morricone - Malèna
  - Armando Trovajoli - Concorrenza sleale
- 2002
  - Fabio Vacchi - Il mestiere delle armi
  - Luciano Ligabue - Da zero a dieci
  - Giovanni Venosta - Brucio nel vento
- 2003
  - Andrea Guerra - La finestra di fronte
  - Banda Osiris - L'imbalsamatore
  - Pivio e Aldo De Scalzi - Casomai
  - Riz Ortolani - Il cuore altrove
  - Nicola Piovani - Pinocchio
- 2004
  - Banda Osiris - Primo amore
  - Ezio Bosso - Io non ho paura
  - Andrea Guerra - Che ne sarà di noi
  - Riz Ortolani - La rivincita di Natale
  - Giovanni Venosta - Agata e la tempesta
- 2005
  - Riz Ortolani - Ma quando arrivano le ragazze?
  - Paolo Buonvino - Manuale d'amore
  - Pasquale Catalano - Le conseguenze dell'amore
  - Andrea Guerra - Cuore sacro
  - Franco Piersanti - Le chiavi di casa
- 2006
  - Franco Piersanti - Il caimano
  - Goran Bregović - I giorni dell'abbandono
  - Paolo Buonvino - Romanzo criminale
  - Negramaro (Fabio Barovero, Simone Fabroni, Roy Paci, Louis Siciliano) - La febbre
  - Bruno Zambrini - Notte prima degli esami
- 2007
  - Ennio Morricone - La sconosciuta
  - Teho Teardo - L'amico di famiglia
  - Neffa - Saturno contro
  - Franco Piersanti - Mio fratello è figlio unico
  - Fabio Vacchi - Centochiodi
- 2008
  - Paolo Buonvino - Caos calmo
  - Lele Marchitelli - Piano, solo
  - Fausto Mesolella - Lascia perdere, Johnny!
  - Teho Teardo - La ragazza del lago
  - Giovanni Venosta - Giorni e nuvole
- 2009
  - Teho Teardo - Il divo
  - Bruno Zambrini - Ex
  - Baustelle - Giulia non esce la sera
  - Paolo Buonvino - Italians
  - Pivio e Aldo De Scalzi - Si può fare

### Anni 2010
- 2010
  - Ennio Morricone - Baarìa
  - Marco Biscarini e Daniele Furlati - L'uomo che verrà
  - Carlo Virzì - La prima cosa bella
  - Pasquale Catalano - Mine vaganti
  - Carlo Crivelli - Vincere
- 2011
  - Rita Marcotulli e Rocco Papaleo - Basilicata coast to coast
  - Umberto Scipione - Benvenuti al Sud
  - Teho Teardo - Il gioiellino
  - Fausto Mesolella - Into Paradiso
  - Hubert Westkemper - Noi credevamo
- 2012
  - David Byrne - This Must Be the Place
  - Umberto Scipione - Benvenuti al Nord
  - Giuliano Taviani e Carmelo Travia - Cesare deve morire
  - Franco Piersanti - Habemus Papam
  - Pasquale Catalano - Magnifica presenza
- 2013
  - Ennio Morricone - La migliore offerta
  - Alexandre Desplat - Reality
  - Mauro Pagani - Educazione siberiana
  - Franco Piersanti - Io e te
  - Teho Teardo - Diaz - Don't Clean Up This Blood
- 2014
  - Pivio e Aldo De Scalzi - Song'e Napule
  - Pasquale Catalano - Allacciate le cinture
  - Lele Marchitelli - La grande bellezza
  - Umberto Scipione - Sotto una buona stella
  - Carlo Virzì - Il capitale umano
- 2015
  - Giuliano Taviani - Anime nere
  - Nicola Piovani - Hungry Hearts
  - Sascha Ring - Il giovane favoloso
  - Ezio Bosso, Federico De Robertis - Il ragazzo invisibile
  - Paolo Fresu - Torneranno i prati
- 2016
  - David Lang - Youth - La giovinezza
  - Alexandre Desplat - Il racconto dei racconti
  - Ennio Morricone - La corrispondenza
  - Michele Braga, Gabriele Mainetti - Lo chiamavano Jeeg Robot
  - Paolo Vivaldi, con la collaborazione di Alessandro Sartini - Non essere cattivo
- 2017
  - Enzo Avitabile - Indivisibili
  - Carlo Crivelli - Fai bei sogni
  - Carlo Virzì - La pazza gioia
  - Franco Piersanti - La stoffa dei sogni
  - Andrea Farri - Veloce come il vento
- 2018
  - Pivio e Aldo De Scalzi - Ammore e malavita
  - Antonio Fresa, Luigi Scialdone - Gatta Cenerentola
  - Franco Piersanti - La tenerezza
  - Pasquale Catalano - Napoli velata
  - Gatto Ciliegia contro il Grande Freddo - Nico, 1988
- 2019
  - Apparat e Philipp Thimm - Capri-Revolution
  - Nicola Piovani - A casa tutti bene
  - Nicola Tescari - Euforia
  - Lele Marchitelli - Loro
  - Mokadelic - Sulla mia pelle
  - Michele Braga - Dogman

### Anni 2020
- 2020
  - Orchestra di piazza Vittorio - Il flauto magico di piazza Vittorio
  - Andrea Farri - Il primo re
  - Nicola Piovani - Il traditore
  - Dario Marianelli - Pinocchio
  - Thom Yorke - Suspiria

- 2021
  - Gatto Ciliegia contro il Grande Freddo e Downtown Boys - Miss Marx
  - Nicola Piovani - Hammamet
  - Niccolò Contessa - I predatori
  - Michele Braga - L'incredibile storia dell'Isola delle Rose
  - Pivio e Aldo De Scalzi - Non odiare
  - Marco Biscarini e Daniele Furlati - Volevo nascondermi

- 2022
  - Nicola Piovani - I fratelli De Filippo
  - Dan Romer e Benh Zeitlin - A Chiara
  - Verdena - America Latina
  - Pasquale Scialò - Ariaferma
  - Pivio e Aldo De Scalzi - Diabolik
  - Michele Braga e Gabriele Mainetti - Freaks Out

- 2023
  - Stefano Bollani - Il pataffio
  - Emanuele Bossi - La stranezza
  - Michele Braga - La stranezza
  - Daniel Norgren - Le otto montagne
  - Franco Piersanti - Siccità
  - Fabio Massimo Capogrosso - Esterno notte

- 2024
  - Subsonica – Adagio
  - Lele Marchitelli – C'è ancora domani
  - Franco Piersanti – Il sol dell'avvenire
  - Andrea Farri – Io capitano
  - Santi Pulvirenti – L'ultima notte di Amore

- 2025
  - Margherita Vicario e Davide Pavanello – Gloria!
  - Iosonouncane – Berlinguer - La grande ambizione
  - Thom Yorke – Confidenza
  - Colapesce – Iddu - L'ultimo padrino
  - Nicola Piovani – Il treno dei bambini

## Compositori pluripremiati
Il compositore che ha vinto più premi David è Ennio Morricone con 9 vittorie, seguito da Nicola Piovani con 4 vittorie e Armando Trovajoli e Franco Piersanti con 3 vittorie ciascuno.